# Arianna Scott
Arianna Scott (* in Denver, Colorado) ist eine US-amerikanische Schauspielerin und Model.

## Leben
Arianna Scott wurde in Denver geboren, wo sie auch aufwuchs. Erste Erfahrungen als Filmschauspielerin sammelte sie in dem Kurzfilm Annette, in diesem sie die titelgebende Hauptrolle darstellte. Im selben Jahr wirkte sie in der Rolle der Emily Walsh im Kurzfilm Safe mit. 2021 folgte mit Center for Miracles eine weitere Besetzung in einem Kurzfilm. Im selben Jahr übernahm sie die weibliche Hauptrolle der Dr. Linda Murphy im Mockbuster Ape vs. Monster an der Seite von Eric Roberts. Außerdem wirkte sie in dem Kurzfilm Prudence mit.

## Filmografie (Auswahl)
- 2020: Annette (Kurzfilm)
- 2020: Safe (Kurzfilm)
- 2021: Center for Miracles (Kurzfilm)
- 2021: Ape vs. Monster
- 2021: Prudence (Kurzfilm)